# Mittlerer arterieller Druck
Der mittlere arterielle Druck, abgekürzt MAD oder MAP (von englisch mean arterial pressure), beschreibt in der Medizin den Mittelwert der Blutdruckkurve über die Zeit und gilt als zuverlässigster Parameter für die Organdurchblutung. Normwerte liegen im Bereich von 70 bis 105 mmHg.

Druckkurve in der Aorta

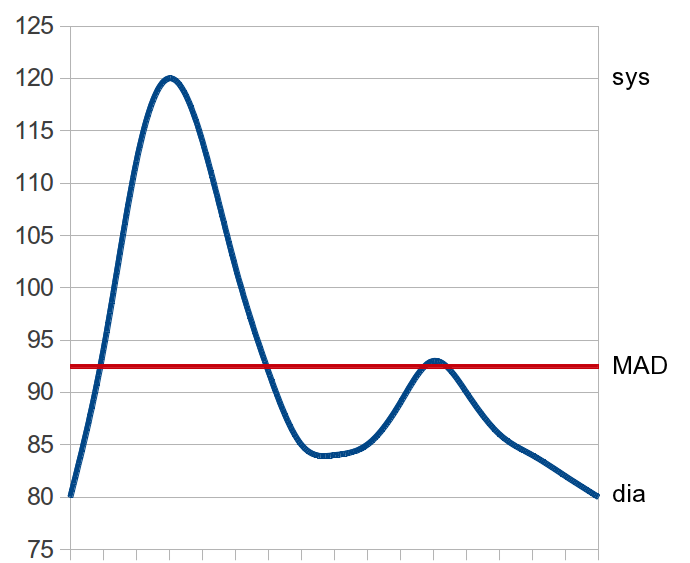
Druckkurve in peripheren Arterien

## Physiologie
Der mittlere arterielle Druck ist die Summe des hydrodynamischen Drucks, der als Produkt von Herzzeitvolumen (HZV) und totalem peripheren Widerstand (TPR) berechnet wird, und des zentralen Venendrucks (ZVD), wobei letzterer nur einen kleinen Teil beiträgt und oft vernachlässigt wird:
{\displaystyle {\text{MAD}}=\underbrace {{\text{TPR}}\cdot {\text{HZV}}} _{hydrodynamischerDruck}+{\text{ZVD}}}
Der mittlere arterielle Druck liegt zwischen dem systolischen und dem diastolischen arteriellen Druck. Nur in sehr herznahen arteriellen Gefäßen entspricht er annähernd dem arithmetischen Mittel.
In peripheren Gefäßen dagegen weist die Blutdruckkurve ein schmales Maximum und eine breite Basis auf, sodass der mittlere arterielle Druck näher am diastolischen (d. h. unteren) als am systolischen (d. h. oberen) Druck liegt. Eine Faustformel zur Abschätzung aus peripher gemessenem systolischen und diastolischen Druck lautet:
{\displaystyle {\begin{alignedat}{2}{\text{MAD}}&={\frac {2}{3}}\cdot {\text{BD}}_{\text{diast}}+{\frac {1}{3}}\cdot {\text{BD}}_{\text{syst}}&&={\text{BD}}_{\text{diast}}+{\frac {{\text{BD}}_{\text{syst}}-{\text{BD}}_{\text{diast}}}{3}}\\&={\frac {2\cdot {\text{BD}}_{\text{diast}}+{\text{BD}}_{\text{syst}}}{3}}&&={\frac {3\cdot {\text{BD}}_{\text{diast}}+{\text{BD}}_{\text{syst}}-{\text{BD}}_{\text{diast}}}{3}}\end{alignedat}}}

## Bedeutung
Der MAD wird in der Therapie als Messgröße herangezogen, um die Organperfusion abzuschätzen und sicherzustellen. Dies spielt besonders in der Intensivmedizin bei der Versorgung kritisch kranker Patienten eine Rolle, z. B. bei Katecholamintherapie oder Sepsis.
Auch zur Berechnung des Cerebralen Perfusionsdrucks (CPP), der als Maß für die Hirndurchblutung gilt, wird der MAD herangezogen. Dazu wird – unter Vernachlässigung der aktuellen Luftdruckverhältnisse – der jeweils höhere Wert aus
- intrakraniellem Druck ICP und
- zentralvenösem Druck CVP

vom mittleren arteriellen Druck subtrahiert:
{\displaystyle {\text{CPP}}={\text{MAD}}-({\text{ICP}},{\text{CVP}})_{\textrm {max}}}.

## Bestimmung
- Invasive Messung: Die direkte Bestimmung des Mitteldrucks durch invasive Blutdruckmessung stellt die genaueste Methode dar. Hierzu wird der Mittelwert der gemessenen arteriellen Druckkurve berechnet. Dieses Verfahren wird vor allem in der Intensivmedizin und zur intraoperativen Blutdruckmessung eingesetzt.[5]
- Oszillometrische Messtechnik: Dieses Verfahren wird bei automatischen Blutdruckmessgeräten eingesetzt. Dazu wird der Manschettendruck in festgelegten Intervallen abgelassen. Im Bereich zwischen systolischem und diastolischem Druck kommt es zu einer Schwingung (Oszillation) der Gefäßwand, die sich auf die Manschette überträgt. Dabei erreichen die Oszillationen ihr Maximum bei dem Manschettendruck, der dem arteriellen Mitteldruck entspricht. Dieses Maximum und damit der MAD können dabei mit weit höherer Genauigkeit bestimmt werden als das Ende der Oszillation, das dem diastolischen Druck entspricht.[5]
- Auskultatorische Messung nach Riva-Rocci: Während der manuellen Blutdruckmessung werden die o. g. Oszillationen als Korotkow-Geräusch vom Untersucher wahrgenommen. Dadurch können der systolische und diastolische Blutdruckwert ermittelt werden.

Ebenso wird der MAD sehr vom Füllungsgrad der Gefäße beeinflusst, und das Verhältnis des MADs zum diastolischen und zum systolischen arteriellen Druck schwankt beim gleichen Patienten im Verlauf.
Daher ist es wichtig zu unterscheiden, ob der MAD tatsächlich genau aus dem Integral des arteriellen Drucks über die Zeit oder nur angenähert aus den gemessenen systolischen und diastolischen Werten errechnet wurde.